# Che cosa aspettarsi quando si aspetta
Che cosa aspettarsi quando si aspetta (What to Expect When You're Expecting) è un film del 2012 diretto da Kirk Jones, adattamento cinematografico dell'omonima guida best seller scritta da Heidi Murkoff e Sharon Mazel.
Il film è una commedia corale, interpretata tra gli altri da Elizabeth Banks, Cameron Diaz, Anna Kendrick, Chris Rock, Brooklyn Decker, Jennifer Lopez, Rodrigo Santoro, Chace Crawford e Matthew Morrison, che segue le vicende di cinque coppie alle prese con le gioie e le problematiche della gravidanza e dei timori nel diventare genitori.

## Trama
Le vite di cinque coppie sono rivoluzionate dall'arrivo di un figlio: Jules ed Evan sono due celebrità televisive e devono far fronte ai cambiamenti inaspettati ai quali stanno andando incontro, cercando dei compromessi con le loro carriere sul piccolo schermo. Una fanatica dei libri di self-help sulla gravidanza, Wendy, si ritrova a vivere sulla sua pelle (e con i suoi ormoni in piena attività) gli effetti della dolce attesa, mentre la giovanissima e biondissima Skyler, nuova compagna di suo suocero, vive una gravidanza assolutamente perfetta. Una grintosa fotoreporter, Holly, si prepara a girare il mondo per cercare un bambino da adottare, ma suo marito non approva pienamente questa scelta, e per cercare di dominare l'ansia si ritrova ad entrare a far parte di un gruppo di aiuto per 'papà disperati'. Un problema ancora più spinoso inoltre, riguarda due rivali in affari, Rosie e Marco.

## Produzione

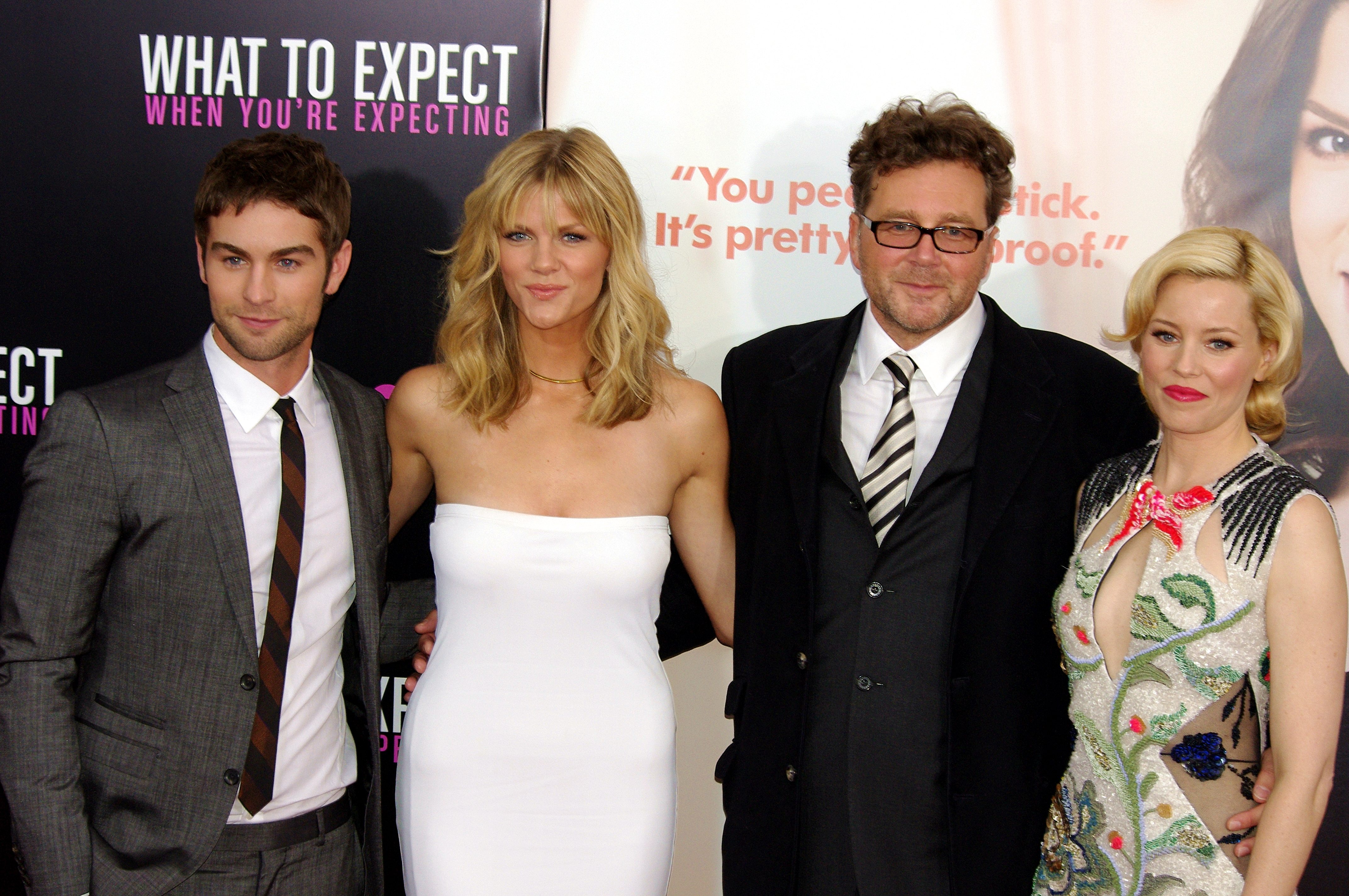
Chace Crawford, Brooklyn Decker, Kirk Jones ed Elizabeth Banks all'anteprima del film nel maggio 2012

Il film si basa sulla guida per futuri genitori Che cosa aspettarsi quando si aspetta, che dà informazioni sulla gravidanza ai futuri genitori dal concepimento fino al post partum. La sceneggiatura è stata adattata da Heather Hach e successivamente riscritta da Shauna Cross. Le riprese sono iniziate ad Atlanta il 19 luglio 2011.

## Riconoscimenti
- 2012 - Razzie Awards
  - Nomination Peggior attrice non protagonista a Brooklyn Decker
  - Nomination Peggior attrice non protagonista a Jennifer Lopez
- 2013 - People's Choice Awards
  - Nomination Miglior film commedia
- 2012 - Teen Choice Awards
  - Nomination Miglior commedia
  - Nomination Miglior attore in un film commedia a Chris Rock
  - Nomination Miglior attrice in un film commedia a Cameron Diaz
  - Nomination Miglior attrice in un film commedia a Jennifer Lopez
  - Nomination Miglior rivelazione a Joe Manganiello
  - Nomination Miglior scena stealer maschile a Chace Crawford
- 2012 - ALMA Award
  - Nomination Miglior attore a Rodrigo Santoro
  - Nomination Miglior attrice in un film commedia o musicale a Cameron Diaz
  - Nomination Miglior attrice in un film commedia o musicale a Jennifer Lopez

## Distribuzione
La distribuzione nelle sale cinematografiche statunitensi è avvenuta il 18 maggio 2012 a cura della Lionsgate.
In Italia il film è uscito, distribuito dalla Universal, il 14 settembre dello stesso anno.